# クロード・ド・ジヴレー
クロード・ド・ジヴレー（Claude de Givray、本名Claude Pierre Simon Givray Desmouceaux、1933年4月7日 ニース - ）は、フランスの映画監督、脚本家。フランソワ・トリュフォーの脚本家として知られる。Fémis（フランス国立映像音響芸術学院、旧IDHEC）教授。

## 来歴・人物
- 1933年4月7日、フランス・ニースに生まれる。トリュフォーの1歳下である。
- 1957年、24歳のとき、トリュフォーの2作目の短編映画『あこがれ』（製作レ・フィルム・デュ・キャロッス、設立第1作、同年11月プレミア上映、翌1958年公開）の撮影に助監督として参加。
- 1957年12月 - 1958年2月、クロード・シャブロル監督のデビュー作『美しきセルジュ』（製作AJYMフィルム、1959年1月10日公開）の撮影に助監督として参加。
- 1960年、ゲンスブール&バーキン映画『スローガン』の監督ピエール・グランブラのデビュー作『Me faire ça à moi』の脚本を書く。ジャン＝ミシェル・ソレルの小説を原作に、トリュフォーのアドヴァイスを受けて、グランブラが加筆した。ジヴレーの脚本家デビュー作。
- 1960年、監督デビュー作『のらくら兵62』をトリュフォーのプロデュースのもとで撮る（製作レ・フィルム・デュ・キャロッス）。1928年のジャン・ルノワール監督『のらくら兵』をトリュフォーとともに翻案・脚本化したもの。撮影ラウール・クタール。クレジットされていないがジャン＝クロード・ブリアリやピエール・エテックス、翌年キャロッス社製作により『Le Scarabée d'or（黄金虫）』で監督デビューするロベール・ラシュネー、トリュフォーらも出演している。極めてヌーヴェルヴァーグ的作品。
- 1961年、第2作『すごい野郎 Une grosse tête』を脚本・監督する。主演エディ・コンスタンティーヌ、音楽ミシェル・ルグラン。『カイエ・デュ・シネマ』誌のベストテン選出で、ジャン＝リュック・ゴダールが同作を1962年の第9位に推す。ゴダールは1964年の年間ベストテンの第10位にもジヴレーの『鎖につながれた愛』を推している。トリュフォーは1965年の順不同ベスト10に『鎖につながれた愛』を推した。
- 1965年、アンドレ・S・ラバルトとジャニーヌ・バザンプロデュースによるテレビドキュメンタリーシリーズ『われらの時代のシネアストたち Cinéastes de notre temps』の『サシャ・ギトリ Sacha Guitry』を演出する。出演者はミシェル・シモン、クリスチャン＝ジャック、ジャン・ドマルキら。また1967年には同シリーズ『ジャック・ベッケル Jacques Becker』を演出、ブリジット・オベール、ジョゼ・ジョヴァンニ、シモーヌ・シニョレ、トリュフォー、リノ・ヴァンチュラらが出演。
- 1968年、ジェラール・ピレス監督の『Erotissimo』に出演。ほかにもセルジュ・ゲンスブール、ピエール・グランブラ、フランソワ・レシャンバックら映画監督が顔を見せている。
- 1988年12月21日、4年前に死去したトリュフォーが、生前にジヴレーと共同で執筆した脚本を翻案した新作映画『小さな泥棒』がパリで公開。監督クロード・ミレール、主演シャルロット・ゲンスブール。美術デザイナーにトリュフォーが信頼したジャン＝ピエール・コユ＝スヴェルコを迎え、クロード・ベリらがプロデュース、キャロッス社もトリュフォーの義父の会社コシノールの子会社SEDIFも出資しての実現であった。

## フィルモグラフィー

### 監督
- のらくら兵62 Tire-au-flancs 62　共同監督フランソワ・トリュフォー 1960年
- すごい野郎 Une grosse tête　1961年
- 鎖につながれた愛 L'Amour à la chaîne 1964年　音楽ジョルジュ・ドルリュー
- Un mari à un prix fixe 1965年　主演アンナ・カリーナ、脚本・出演ロジェ・アナン
- Mauregard （テレビシリーズ） 1970年
- Adieu mes quinze ans （テレビシリーズ） 1971年
- Dernier Banco 1984年　主演ジャン＝ピエール・カッセル
- La Méthode rose テレビ 1986年

### 脚本
- Me faire ça à moi 1960年　監督ピエール・グランブラ
- のらくら兵62 Tire-au-flancs 62 1960年　監督作、共同脚本フランソワ・トリュフォー
- Une grosse tête 1961年　監督作
- Amour à la chaine 1964年　監督作、共同脚本ベルナール・ルヴォン
- 夜霧の恋人たち Baisers volés 1968年　監督・脚本フランソワ・トリュフォー、共同脚本ベルナール・ルヴォン
- 家庭 Domicile conjugal 1970年　監督・脚本フランソワ・トリュフォー、共同脚本ベルナール・ルヴォン
- Mauregard （テレビシリーズ） 1970年　監督作
- Un été d'enfer 1984年 監督ミカエル・ショック
- 小さな泥棒 La Petite Voleuse　1988年　監督クロード・ミレール、共同脚本フランソワ・トリュフォー、主演シャルロット・ゲンスブール

### 上記以外のパート
ウェブ上のソース
- あこがれ Les Mistons （助監督） 1957年　監督フランソワ・トリュフォー
- 美しきセルジュ Le Beau Serge （助監督） 1957年　監督クロード・シャブロル
- Le grain de sable （台詞） 1964年　監督・脚本ピエール・カスト、共同脚本アラン・アプテクマン
- Pop game （出演） 1967年　監督フランシス・ルロワ
- Erotissimo （出演） 1968年　監督ジェラール・ピレス
- Les turlupins （共同脚本） 1979年　監督ベルナール・ルヴォン

## 註
1. ↑  le cinéma à quatre mains
2. ↑  仏語版WikipediaClaude de Givrayの記述より。